# Зальтен, Феликс
Феликс Зальтен (нем. Felix Salten, до 1911 года — Зигмунд Зальцман, нем. Siegmund Salzmann; 6 сентября 1869 года, Пешт, Австро-Венгрия — 8 октября 1945 года, Цюрих, Швейцария) — австро-венгерский писатель-прозаик, журналист и критик, широко известный благодаря своему роману «Бэмби» (нем. Bambi. Eine Lebensgeschichte aus dem Walde), опубликованному в 1923 году.

## Биография
Зигмунд Зальцман родился 6 сентября 1869 года в венгерской еврейской семье, проживавшей в Пеште (ныне Будапешт). Его отец был инженером. Вскоре после рождения семья переехала в Вену. О её жизни до 1890 года сохранилось мало биографических данных. Сначала семья проживала в мещанском районе Альзергрунд, затем — в районе Веринг. В возрасте 16 лет Зигмунд ушёл из гимназии Вазагассе, не окончив её, и начал работать в страховом агентстве. Причины финансового неблагополучия семьи не совсем ясны. Его отец затем сменил еврейскую фамилию на Зальтен..
15 января 1889 года Зигмунд опубликовал своё первое стихотворение в журнале An der Schönen Blauen Donau. В 1890 году в кафе «Гринштайдль» он познакомился с представителем сообщества литераторов «Молодая Вена» (нем. Jung-Wien) и завёл дружеские отношения с Артуром Шницлером, Гуго фон Гофмансталем, Рихардом Бер-Гофманом, Германом Баром и Карлом Краусом. В отличие от этих авторов он не происходил из крупной буржуазии и жил на доходы от своих работ. Его ранние работы этого времени описывают опыт жизни в большом городе. Во время нахождения в «Молодой Вене» его творчество относилось к импрессионизму. Первые разногласия Зигмунда и его друзей начинаются в 1893 году, когда он раскритиковал неточности Гофмансталя и Шницлера. Несмотря на это, он совершает с последним велосипедный тур, и даже их любовная жизнь была схожей. Так, Зальтен заигрывал с Аделью Зандрок (нем. Adele Sandrock), чтобы дать таким образом Шницлеру возможность закончить свои отношения с ней.
Любовницей Зальтена в то время была Лотта Глас (нем. Lotte Glas), послужившая прототипом Терезы Головски в книге Шницлера «Путь на волю» (нем. Der Weg ins Freie). Зальтен познакомился с Глас в 1894 году у Карла Крауса. В 1895 году Гляс родила дочь, которая, как было принято, была отдана няне в Нижней Австрии. В это время у него произошёл разлад с Краусом, начавшийся с его литературных нападок на Зальтена и его друзей. Вскоре после того, как дочь умерла, Зальтен закончил свои отношения с Гляс. 14 декабря 1896 года доходит до общественного скандала: Зальтен дал пощёчину Краусу после того, как тот сделал общеизвестными отношения Зальтена с Отилией Метцель (нем. Ottilie Metzel).
Осенью 1894 года Зальтен стал редактором Wiener Allgemeine Zeitung, работая там в качестве театрального критика. На этой должности он оказывал поддержку среди критиков своим друзьям, особенно Шницлеру. В 1898 году Зальтен познакомился с эрцгерцогом Леопольдом Фердинандом и познакомился тем самым с жизнью семьи и двора Габсбургов.
В 1902 году Зальтен перешёл на работу в венскую газету Die Zeit. Его сообщение о скандале при дворе сделало его известным за пределами Вены. Среди прочего он сообщил о походах эрцгерцога Леопольда из императорского дома за проститутками, об интриге сестры Леопольда Луизы с Андре Гироном (нем. André Giron). Эти работы, так же как и написанный им анонимно роман «Жозефина Мутценбахер», описываются как «выступление в поддержку естественности похоти и желания» (нем. Plädoyer für die Natürlichkeit von Lust und Begierde).
С 1903 по 1905 годы Зальтен опубликовал в газете Die Zeit серию портретов коронованных особ Европы под псевдонимом «Саша» (нем. Sascha). Германского императора Вильгельма II он изображал следующим образом: «История будет ему безгранично обязана, и у него могут быть недовольные наследники из-за того, что именно под его правлением усы сделали фантастический взлёт». Зальтен, однако, оставался скептически настроенным по отношению к современной массовой демократии. Основной причиной этого были христианские социалисты во главе с Карлом Люгером и их антисемитские взгляды.
Из-за своих статей в Die Zeit Зальтен считался одним из лучших журналистов своего времени. В 1902 году он женился на актрисе Отилии Метцель, свидетелями на свадьбе были Артур Шницлер и Зигфрид Требиш. В 1903 году у них родился сын Пауль, а в 1904 году — дочь Анна-Катарина. Тема брака занимала теперь в его романах и театральных постановках важное место, например, в Künstlerfrauen.
В 1901 году им было основано кабаре Jung-Wiener-Theater „Zum lieben Augustin“ (рус. «Театр младовенцев „Любимому Августину“»), вдохновлённое кабаре Эрнста фон Вольцогена «Убербреттль». Зальтен хотел привнести «современные настроения» через связь музыки, текстов, танца и интерьера. Первое мероприятие в театре «Ан дер Вин» 16 ноября 1901 года было, однако, провальным и вылилось в критику в адрес Зальтена, по крайней мере в Neue Freie Presse. Франк Ведекинд попутно прошёлся по этому в своём первом выходе на сцену в Вене. Последнее мероприятие состоялось 23 ноября; они закончились для Зальтена убытками в 6 тысяч крон.

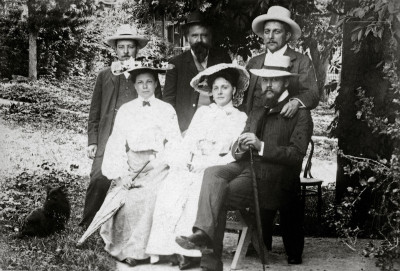
Герман Бар и Феликс Зальтен в Альтаусзе, июль 1903 года

Несмотря на высокие долги (60 тысяч крон после его свадьбы), Зальтен вёл затратный образ жизни. В 1904 году он совершил поездку в Египет, регулярно проводил отпуска на Балтийском море и в Венеции, а в 1909 году арендовал виллу в коттеджном квартале Вены.
В 1906 году Зальтен отправляется в Берлин в издательство Ullstein Verlag, чтобы работать главным редактором газет B.Z. am Mittag и Berliner Morgenpost. Смелым замыслом Зальтена были импровизированные отчёты о землетрясении в Сан-Франциско, которые, будучи написанными в Берлине, были очень близки к реальности. Через несколько месяцев Зальтен, однако, вернулся в Вену, так как ему не нравился политический и социальный климат Берлина. Он продолжил работать в Die Zeit.
В надежде на финансовый успех он написал в 1909 году либретто для оперетты Reiche Mädchen (рус. Богатые девушки) на музыку Иоганна Штрауса-сына. Но ни эта, ни две последующие либретто не сыскали успеха. Начиная с 1913 года, Зальтен также писал сценарии к фильмам. 16 октября 1913 года в Берлине был представлен его первый фильм «Краковский ростовщик» (нем. Der Shylock von Krakau). До 1918 года Зальтен был занят производством фильмов и поучаствовал в создании как минимум 11 кинофильмов.
В 1899 году он написал пьесу «Рядовой» (нем. Der Gemeine), которая из-за своей антимилитаристской направленности была показана только в 1919 году. Зальтен был поклонником Теодора Герцля и в 1899—1900 годах написал статью для его газеты Die Welt. Усиленный интерес к Герцлю привёл к поездке Зальтена в 1909 году в Галицию и Буковину.
В течение десятилетия до 1914 года Зальтен «пользовался спросом, был знаменит и чудовищно продуктивен». В 1912 году он стал работать на Fremdenblatt. Кроме того, он работал на Pester Lloyd до 1910 года, на Berliner Tageblatt и на Neue Freie Presse до 1913 года.
Он был восхищён началом Первой мировой войны. Он создал лозунг Neue Freie Presse «Es muß sein!» (с нем. — «Она должна быть!»). Во время войны Зальтен был журналистом в Fremdenblatt, газете Министерства иностранных дел Австро-Венгрии. В Neue Freie Presse и Berliner Tageblatt им публиковались патриотические изображения и литературная полемика о западноевропейской культуре и литературе. В 1917 году он охарактеризовал войну как «катастрофу».
После войны Зальтен колебался «между консервативными и более воинственными позициями с большой симпатией к радикальным политическим движениям». Около 1923 года он опубликовал похвалу в адрес Карла Маркса, Виктора Адлера и Льва Троцкого, в 1927 году он призвал голосовать за социал-демократов. Тем не менее, он кокетничал и с католическими консерваторами. Он колебался между отступлением салонной культуры и открытым участием.
После прекращения выпуска Fremdenblatt в 1919 году Зальтен занял воскресный фельетон в Neue Freie Presse. Начиная с 1920-х годов он опубликовал несколько популярных романов. В 1923 году он опубликовал романы о животных «Флорентийская собака» (нем. Der Hund von Florenz) и «Бэмби» (нем. Bambi. Eine Lebensgeschichte aus dem Walde — «Бэмби. Биография из леса»), которые затем (вместе с романом «Перри») были экранизированы Walt Disney Productions. В 1927 году он стал преемником Артура Шницлера в качестве президента австрийского ПЕН-клуба. В 1930 году он совершил путешествие в США в составе делегации европейских писателей и журналистов, после чего опубликовал в 1931 году книгу «Пять минут в Америке» (нем. Fünf Minuten Amerika).

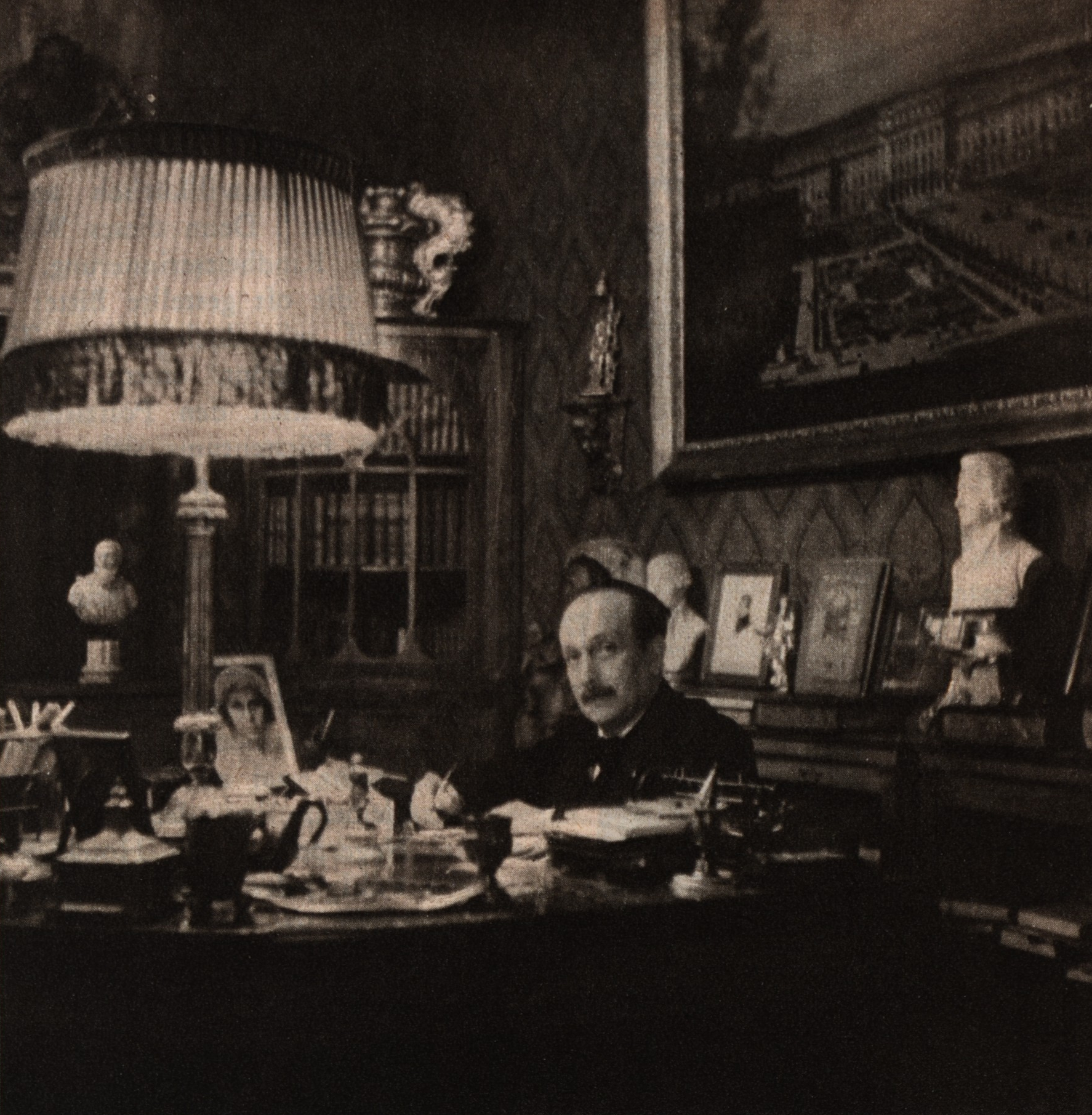
Феликс Зальтен в 1933 году

Будучи президентом ПЕН-клуба, он оказался втянут в конфликт вокруг действий руководства нацистской Германии и показал «малую дальновидность». На встрече в Дубровнике 21 мая 1933 года он оказался неблагоприятной фигурой, не присоединившись к протестам писателей против сожжения книг в нацистской Германии. На генеральном собрании 27 июня 1933 года он отказался от должности, после чего произошло отделение праворадикальных членов клуба. После этого Зальтен удалился от участия в общественной жизни. В 1935 году его книги были запрещены в Германии. Из-за этого и из-за поручительства по кредиту своего сына он начал испытывать финансовые трудности.
В это время, с 1930 по 1933 годы, Зальтен поучаствовал в создании ещё 5 звуковых фильмов, включая «Скамполо» (1932; нем. Scampolo, ein Kind der Straße — «Скамполо, дочь улиц») вместе с Билли Уайлдером и Liebelei (1933) Макса Офюльса. Начиная с 1933 года в его творчестве всё больше и больше доминировали рассказы о животных и воспоминания о его писательской и журналистской деятельности. После гражданской войны в Австрии он занял сторону авторитарного правительства, что встретило критику из заграницы, особенно со стороны Йозефа Рота.
После аншлюса в 1938 году он избежал личных репрессий. Причиной этого стала, вероятно, международная известность и защита американским дипломатом Леландом Моррисом. Его дочь Анна Реманн вышла замуж в Швейцарии за Вайте Вилере и в феврале 1939 года получила вид на жительство для своих родителей, однако в правительственных изданиях не нашлось журналистских вакансий. Последние годы жизни Зальтена были отягощены экономическими проблемами и он зависел от перечисляемых ему из США авторских отчислений.
Феликс Зальтен умер 8 октября 1945 года в Цюрихе, похоронен на еврейском кладбище Унтерер-Фризенберг. В 1961 году в его честь была названа улица Зальтенштрасе (нем. Saltenstraße) в венском районе Донауштадт.

## Библиография

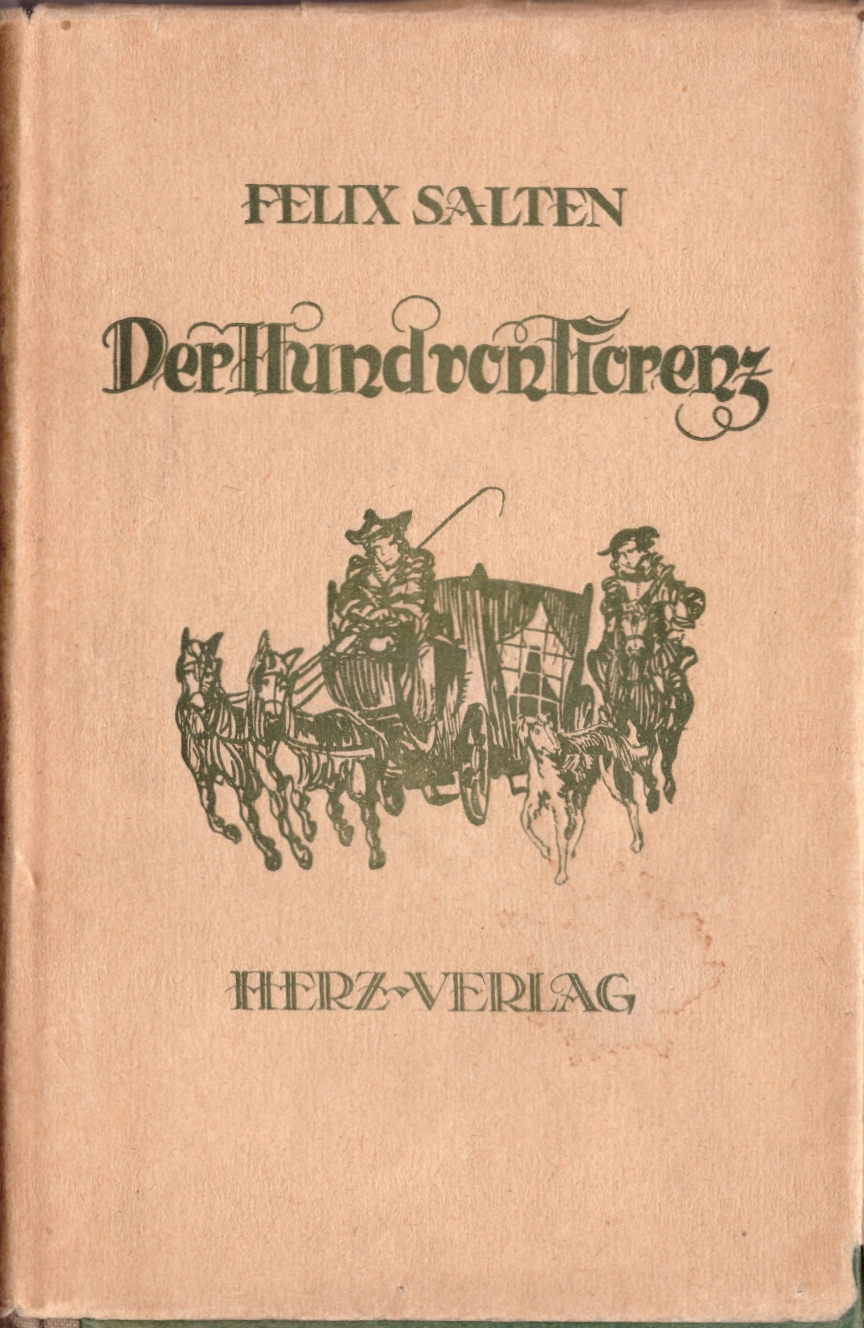
Обложка книги Der Hund von Florenz (1923)

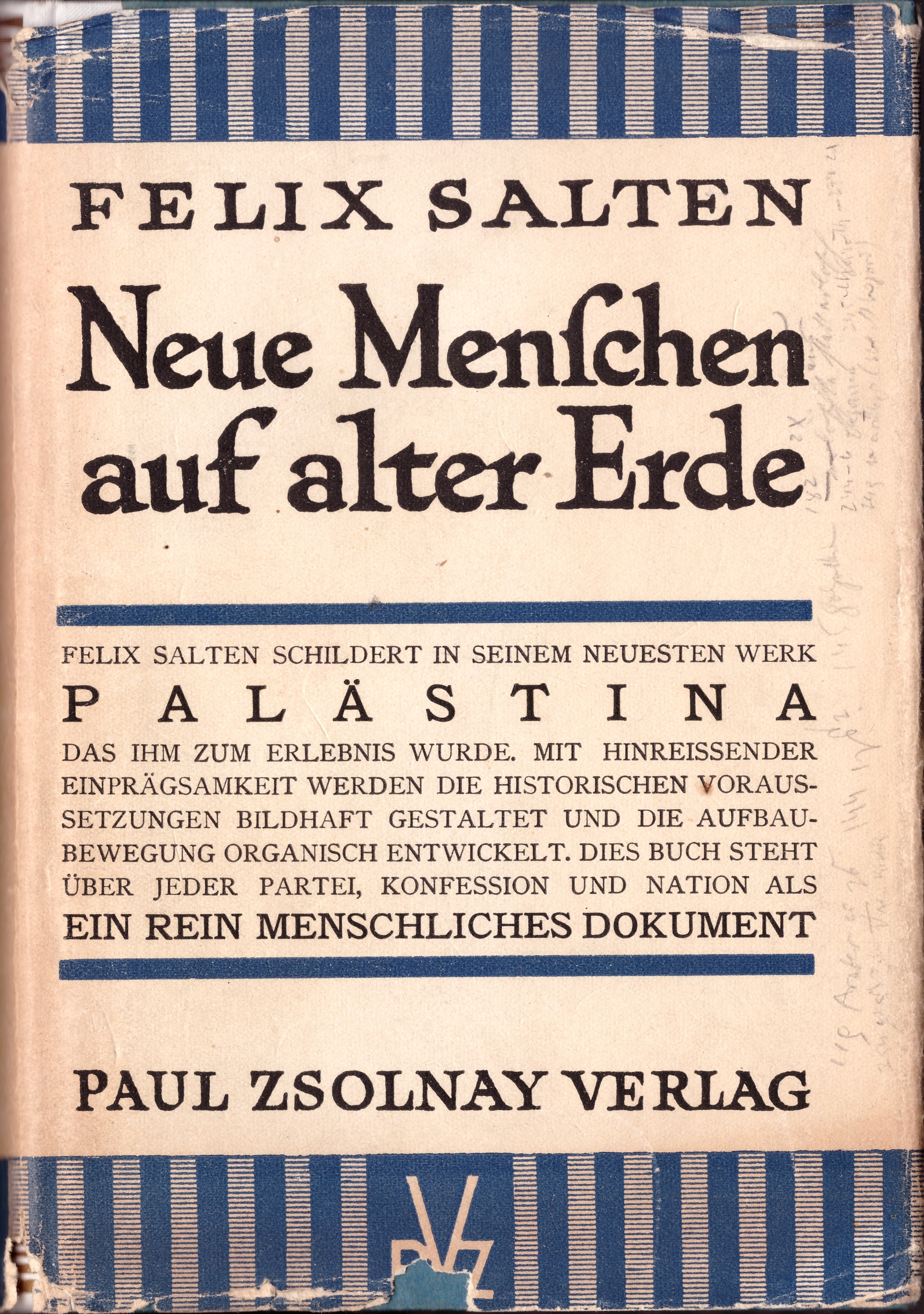
Обложка книги Neue Menschen auf alter Erde (1925)

## Фильмография
- Краковский ростовщик[нем.] (1913; нем. Der Shylock von Krakau)
- Moderne Ehen (1924)
- Komödianten (1925)
- Sturm im Wasserglas (1931)
- Arm wie eine Kirchenmaus (1931)
- Скамполо[нем.] (1932; нем. Scampolo, ein Kind der Straße)
- Florian (1940)
- Бэмби (1942; англ. Bambi), США.
- Перри[англ.] (1957; англ. Perri)
- Лохматый пёс[англ.] (1959; англ. The Shaggy Dog)
- Детство Бемби (1985), СССР.
- Юность Бемби (1986), СССР.

## Комментарии
1. ↑  Вена, 18-й район, Коттеджгассе, дом 37; до этого жил по адресу Армбрустергассе, 4. См. записи Salzmann, Siegmund в Lehmann’s Allgemeiner Wohnungsanzeiger (1911, S. 1079 Архивная копия от 27 февраля 2016 на Wayback Machine и 1901, S. 1038 Архивная копия от 27 февраля 2016 на Wayback Machine соответственно).
2. ↑  «In einer Unterredung mit Stefan Zweig soll Salten, auf die Mutzenbacher angesprochen, mit vielsagendem Lächeln geantwortet haben: Wenn er sie verleugne, würde ihm Zweig keinen Glauben schenken, und wenn er das Geheimnis lüfte, würde man meinen, er scherze.» Claudia Liebrand: Josefine Mutzenbacher. Die Komödie der Sexualität. Mattl, Schwarz, 2006, S. 87.